# Улица Высоцкого (Самара)
У́лица Высо́цкого — находится в Самарском районе городского округа Самара между Ленинградской и Некрасовской улицами.
Начало берёт с Молодогвардейской улицы и заканчивается пересечением с Самарской улицей.
Между улицей Высоцкого и Ленинградской улицей располагается сквер имени Высоцкого.

## Этимология годонима
Прежнее название — «Переулок Специалистов» (с 17 октября 1934 года в честь построенного на данной улице кооперативного дома № 3 - «Дома специалистов»), а ранее — «Малая Ленинградская».
Новое имя улица получила 13 января 1998 года, к 60-летию со дня рождения поэта, композитора, актёра Владимира Семёновича Высоцкого.

## Транспорт
Протяжённость улицы Высоцкого — 2 квартала, общественный транспорт ходит на отрезке от улицы Галактионовской до улицы Самарской.
Можно доехать до пересечения с другими улицами:
- с Самарской улицей — автобусы № 2, 41; троллейбус № 16
- c Галактионовской улицей — маршрутное такси № 2, 23, 41, 44, 97, 205, 211, 217, 225, 232, 237, 241, 297; трамваи № 1, 5.[1]

## Здания и сооружения
Чётная сторона
- № 2/59 — Самарский государственный колледж, Корпус № 5
- № 4 — жилой дом с магазинами на первом этаже
- № 6/40 — Самарская гильдия аудиторов
- № 8/39 — Прокуратура Самарского района
- № 10 — Центр профессионального образования Самарской области, самарское отделение «Альянс Франсез»[2]
- № 12/40 — жилой дом с магазинами на первом этаже

Нечётная сторона
- № 1/57 — торговый центр «Юность»
- № 3/38 — «Дом специалистов»[3]: жилой дом с магазинами на первом этаже. Построен по проекту архитектора А. Полева в 1934—1936 годах, стиль — конструктивизм. Строительство дома велось на кооперативных началах. Это был первый стоквартирный дом с трех- и четырёхкомнатными квартирами. Пострадал от пожара в 2003 году, после чего был восстановлен и реконструирован (с изменением этажности)[4]. Объект культурного наследия № 6300189000[5]. В этом доме в разные годы жили такие известные самарцы, как актёр Георгий Шебуев и его жена — актриса Зоя Чекмасова; нападающий «Крыльев Советов» Борис Казаков, лётчик Вадим Фадеев и ещё один Герой Советского Союза — Вениамин Лезин[6].
- № 3А — магазин-склад стройматериалов

## Почтовые индексы
443099: нечётная сторона № 1/57, 3/38, 3а; чётная сторона № 2/59, 4, 6/40

443020: № 8/39, 10, 12/40